# Историзм (искусство)

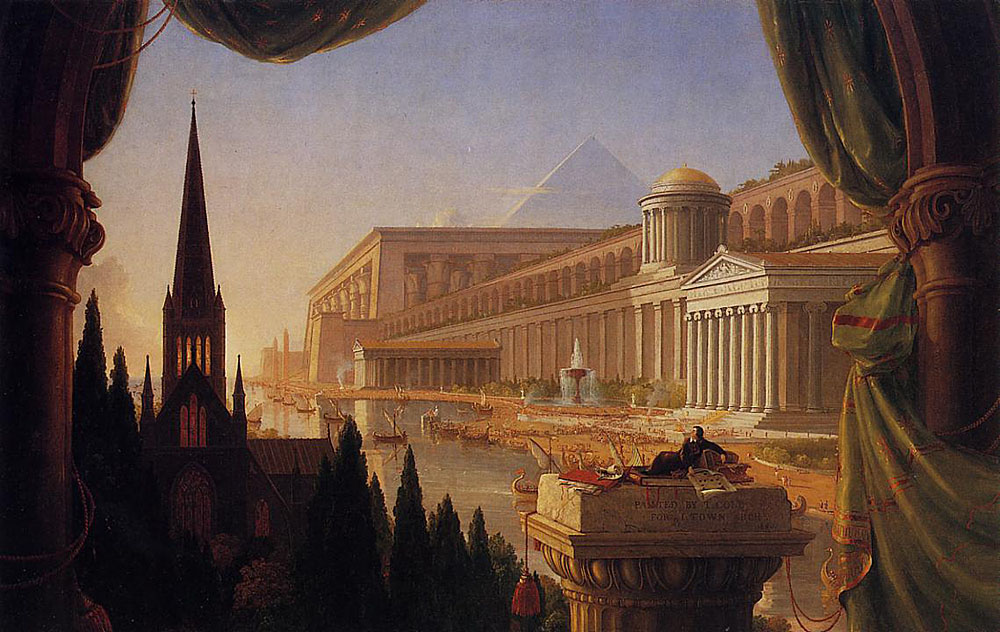
Т. Коул. Мечта архитектора. 1840. Холст, масло. Музей искусств Толидо, Огайо, США. В картине совмещены памятники египетской, античной и готической архитектуры

Историзм (нем. Historismus) — термин, используемый для описания тенденции в творчестве некоторых художников и архитекторов, с целью рассмотрения их работ как части всеобщего процесса развития культуры, поддающегося историческому анализу. Термин впервые применил в данном значении немецкий историк искусства Герман Бенкен для описания немецкой архитектуры периода романтизма, в частности, чтобы отделить подход к прошлому представителей романтизма от методов эклектики и движения ревайвализма, которые доминировали в западной архитектуре в конце XIX века. Однако со временем термин стал использоваться более широко и стал описывать общее увлечение историческими ассоциациями в искусстве и архитектуре XIX века, уже включая и эклектику и ревайвализм.
В российском искусствознании содержание понятия историзма в архитектуре и декоративно-прикладном искусстве XIX века сводится к обозначению стремления художников к воспроизведению духа и формы так называемых исторических стилей. Выступает как сочетание различных «прошлых», «исторических» стилей, обретающих новую современность и жизнь в некоем «исторически неправильном» единстве, поскольку в этом единстве представлены осколки разных времён (эти времена репрезентируются как стили).

## Термин
В английском языке термин историзм (англ. Historicism) был усвоен посредством заимствования из немецкого (нем. Historismus). Последний использовался в Германии в 1880-х годах, как пейоративный термин, с целью высмеять гипертрофированное внимание, уделявшееся историческому подходу, а позднее и исторической философии XIX века (в основном, гегельянской). Со временем термин стали использовать в контексте истории культуры применительно к тенденции развития искусства, прежде всего архитектуры середины и второй половины XIX века, выразившейся в особом внимании к прошлому и ревайвализме («возрождении») так называемых «исторических стилей». В более широком смысле, термин «историзм» стали применять просто для обозначения искусства большей части XIX века, чтобы отличать его от ревайвализма XVIII века и ревайвализма более раннего периода — от греческого и готического возрождения до византийского, раннехристианского, романского стилей, итальянского и французского ренессанса, елизаветинского и якобинского стилей и так далее.
В западноевропейской историографии последовательно возникли две близкие формы термина: историцизм (нем. Historicism) и историзм (нем. Historismus). Со временем первая стала означать различение настоящего и прошедшего; вторая — включение прошлого в современное, в частности форм художественных стилей прошлых эпох в новый исторический контекст и актуальную социокультурную среду. Термин историцизм ввёл в науку об обществе в середине 1930-х годов австро-британский философ и социолог Карл Поппер. Причём он использовал этот термин в критическом аспекте.
В истории искусств аналогичное понятие в форме «историзм» стали применять после проведения в 1977 году большой ретроспективной выставки в Гамбургском музее искусства и художественных ремёсел: «Высокое искусство между бидермайером и модерном: историзм в Гамбурге и Северной Германии» («Hohe Kunst zwischen Biedermeier und Jugendstil: Historismus in Hamburg und Norddeutschland»). На выставке доминировали изделия декоративно-прикладного искусства, созданные в период соответственно заглавию (после 1848 года и до начала 1890-х годов). Ранее изделия художественных ремёсел разных стран были широко представлены на первой Всемирной выставке 1851 года в Лондоне. Интерес к произведениям искусства в «исторических стилях прошлых веков» формировался во многом благодаря деятельности выдающегося архитектора и теоретика Готфрида Земпера, а также Юстуса Бринкманна и сэра Г. Коула, основанию в 1852 году Южно-Кенсингтонского музея художественных ремёсел в Лондоне (с 1899 года Музей Виктории и Альберта), Королевского музея искусства и промышленности в Вене в 1859 году и Гамбургского музея в 1877 году.
В 1996 году в Санкт-Петербургском Эрмитаже состоялась выставка «Историзм в России. Стиль и эпоха в декоративном искусстве. 1820—1890-е годы» (вступительная статья М. Н. Лопато и Т. А. Петровой). В названии выставки, аннотациях и статьях каталога была очевидна неясность соотношения понятий «стиль» и «эпоха». Вероятно, подразумевалось, что один и тот же термин «историзм» в равной степени обозначает то и другое. Также неубедительно были расширены границы периода рассматриваемого материала. В том же году по итогам выставки в Эрмитажном театре проходила научная конференция. В 2002 году VIII Царскосельская научная конференция была посвящена теме «В тени больших стилей». Дальнейшие публикации по частным вопросам атрибуции и интерпретации произведений архитектуры, декоративного и прикладного искусства середины и второй половины XIX века только обострили проблемы соотношения терминов историзм, стиль, стилизация, эклектика.
В отличие от широкого толкования понятия «историзм» (как идеологии и творческого метода) в истории архитектуры и декоративно-прикладного искусства принято определение историзма как отдельного исторического периода. Так В. Г. Власов выделяет три основных типа исторического мышления:
- историзм как всеобщее свойство художественного мышления в образах,
- историзм, присущий мировоззрению классицизма,
- историзм в качестве идеологии конкретного периода в истории искусства XIX века.

В иных концепциях выделяют классицистический, романтический и прагматический историзм или классический, постклассический, постпостклассический историзм. В настоящее время границы периода историзма (историзм в узком значении термина) определяют от 1830-х (кризис искусства классицизма) до рубежа 1880—1890-х годов, начала периода модерна. Этап «историзма периода историзма» характерен транспозициями исторических прототипов, комбинаторными вариациями элементов различных, так называемых исторических стилей (эклектика). Ретроспективными устремлениями отличается и искусство модерна рубежа XIX—XX веков. Этап постстилевого развития в период постмодерна второй половины XX века характеризуется иным историзмом: цитациями классических тем (интертекст, или текст в тексте), свободной интерпретацией различных мотивов, созданием вторичных текстов (паратекст), скрытых смысловых связей, использованием вторичных ассоциаций и аллюзий в новом историческом контексте: теория открытой формы, принцип партиципации, «смерть автора».
В отечественной искусствоведческой литературе термин «эклектика» долгое время употреблялся как синоним термину «историзм». Для разграничения этих понятий и устранения в термине «эклектика» негативной смысловой коннотации, появившейся на рубеже XIX—XX веков, искусствоведы приняли термин «историзм». Различия понятий «историзм», «эклектика», «неостиль», «стилизация» пролегают не в конкретно-исторической, а в методологическо-понятийной плоскости. В период историзма художники пользуются творческим методом стилизации того или иного стилизуемого образца, в результате чего возникает неостиль. Непроизвольное или программное соединение в одной композиции элементов нескольких исторических стилей приводит к эклектике. Поэтому во многих случаях (но не во всех) неостиль несёт в себе черты эклектического мышления.

## Плюрализм историзма

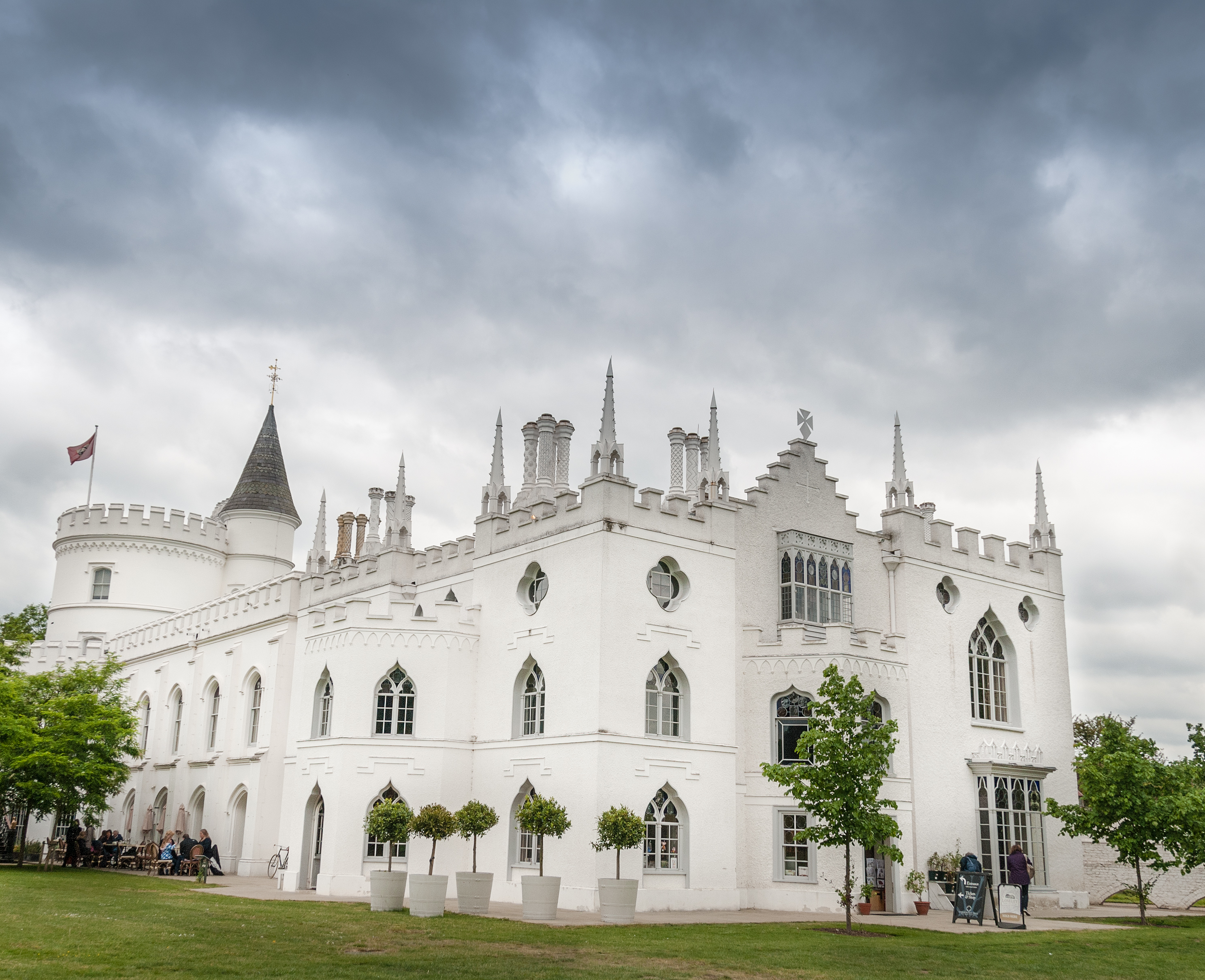
Неоготическая вилла Strawberry Hill (вилла) в Туикенем, Лондон (Великобритания).

В отличие от предыдущих культурно-исторических эпох для историзма XIX века характерен плюрализм, который на рубеже XVIII—XIX веков вычленяется из основных художественных направлений: классицизма и романтизма.
Если для искусства эпох возрождения и классицизма XVI—XVII веков характерно следование обобщенному образу идеальной античной архитектуры, для периода неоклассицизма второй половины XVIII века и исторических стилизаций начала XIX столетия (этрусский, помпейский стили, стиль неогрек, ампир) типично воспроизведение конкретного памятника классической архитектуры (Древней Греции и Римской империи), то для творческого метода историзма второй половины XIX века характерно признание равноценности художественных форм различных эпох и стилей и, следовательно, произвольный выбор тех или иных художественных форм.
В сравнении с историзмом прошлых эпох, классицистического и романтического мировоззрений и направлений в искусстве, историзм XIX века прагматичен. «Пользуясь отдельными историческими формами и приёмами художники выражали актуальное содержание, но одевали свои произведения в исторические костюмы, отсюда ощущение игры».
Мастера историзма XIX века стремились перенести в современную жизнь архитектурные типы национальной старины (национально-романтическое течение), не чуждаясь в немногих уникальных зданиях точной имитации знаменитых образцов. Таким образом в историческое направление включаются неороманский стиль, неоготика, неоренессанс и необарокко, цитирующие «большие стили» в образно-декоративных целях. В композиции здания смешивались несколько стилей, что получило название эклектика. В иных случаях архитекторы копировали отдельные декоративные мотивы в произвольных сочетаниях, не подразумевая при этом определённый исторический стиль.
Один из первых российских архитекторов, обратившихся к историческим источникам, М. Д. Быковский говорил: «Мы должны подражать не формам древних, а примеру их: иметь Архитектуру собственную, национальную». Вопреки этому заявлению архитектуру этого периода стали называть по формулировке критиков и литераторов Н. В. Гоголя («Об архитектуре нынешнего времени», 1831) и Н. В. Кукольника «архитектурой умного выбора» самых разных стилей, то есть архитектурой эклектики.
Первые сооружения в неоготическом стиле появились в конце XVIII века в Великобритании. Характерными примерами являются вилла Strawberry Hill 1775 года Хораса Уолпола и здание британского парламента в Лондоне 1836—1860 годов. Построенный позднее Королевский павильон в Брайтоне (1815—1822) в индо-сарацинском стиле (с новейшими, скрытыми внутри металлическими конструкциями), получил название «пикчуреск» («живописный»).
Ведущими мастерами историзма в XIX веке были Лео фон Кленце, Георг Фридрих Цибланд и Готфрид Земпер в Германии, Отто Вагнер в Австрии, Эжен Виолле-ле-Дюк во Франции, Николай Леонтьевич Бенуа, Леонтий Николаевич Бенуа в России.

## Развитие и периодизация

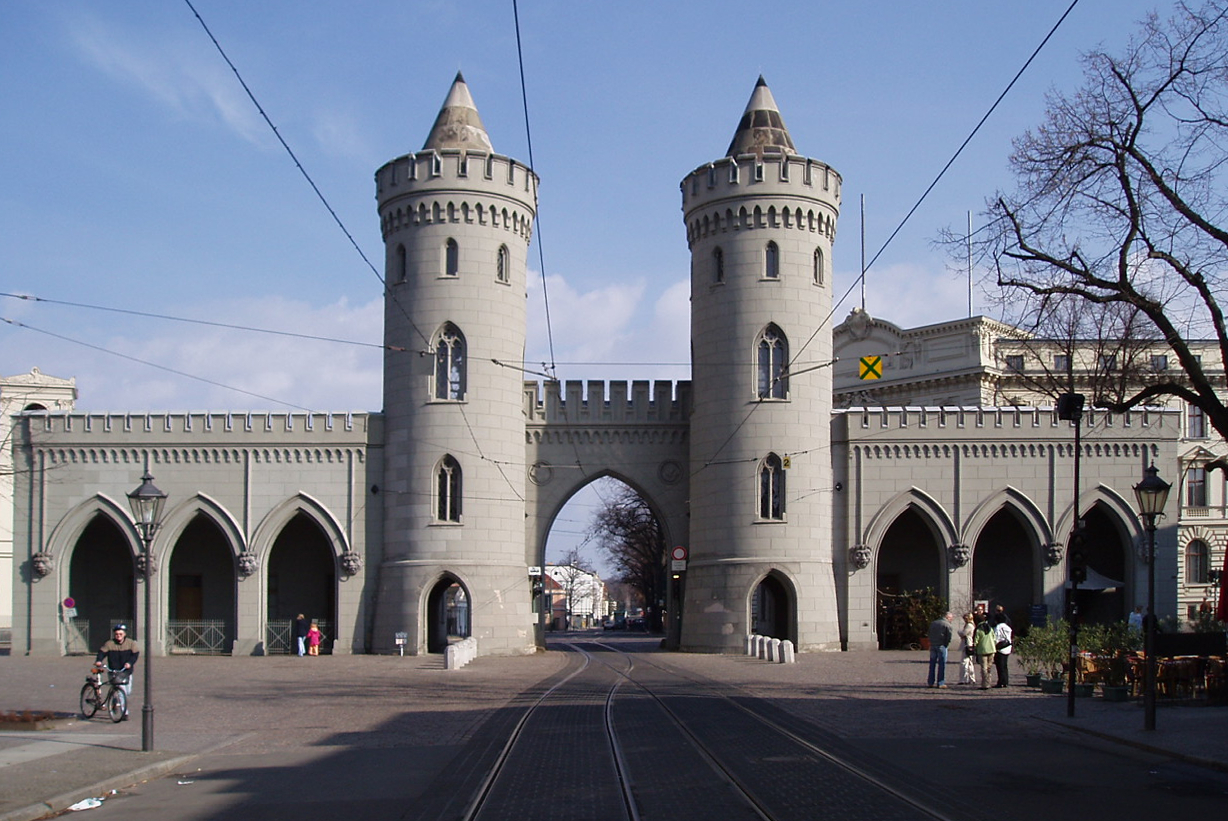
Науэнские ворота в Потсдаме (1755) — первый пример историзма на Европейском континенте (неоготика), Германия

Распространение историзма в архитектуре связано с развитием капитализма в Европе и подъёмом буржуазии, отчего неофициально направление именуется стилем грюндерства.
Историк и теоретик архитектуры А. В. Иконников интерпретировал понятие историзма в широком смысле как тенденцию, берущую начало в эпоху Возрождения и характеризующуюся «обращением к культуре прошлого… для решения проблем настоящего». Напротив, Е. И. Кириченко считала историзм одним из этапов развития архитектуры эклектики и выделяла следующие периоды:
- 1800—1810-е годы: зарождение эклектики,
- конец 1820-х — 1840-е годы: зрелость романтической фазы эклектики,
- 1850—1860-е годы: угасание эклектики и развитие архитектуры историзма,
- 1870—1890-е годы: полный расцвет историзма.

Согласно концепции австрийского искусствоведа Ренаты Вагнер-Ригер, развитие историзма включало следующие этапы:
- Романтический историзм (переходный этап с 1770-х до 1840—1870-х годов). Характеризуется постепенным отмежеванием от классицизма, включает подстили неоготики, неоренессанса с привнесёнными «чуждыми» элементами иных исторических стилей, поэтому представляет собой не простое копирование, а творческую интерпретацию. В романтическом историзме возникает соединение элементов европейских и неевропейских стилей, как например в (неомавританском или византийском) стилях.
- Чистый историзм (1870—1890 годы) предполагает воспроизведение художественных форм прошлых эпох и их гармонично-целостное (неэклектическое) сочетание. Субъективизм романтического историзма отвергается, делаются попытки поиска нового вполне оригинального стиля. Предпочтительным источником остаётся архитектура эпохи Возрождения и стиль неоренессанс.
- Поздний историзм (после 1890 года). В этот период укрепляется ориентация на архитектуру эпохи Возрождения, но посредством последующего искусства барокко (необарокко). Отдаётся предпочтение свободному пониманию композиции и асимметричному размещению её элементов: эркеров, ризалитов, куполов, элементов геометрического и растительного декора.

Закат периода историзма начинается в 1895 году с эпохи модерна, на который оказал частичное влияние. Исторический орнаменты ещё используются, но уже без привязки к истории. В противовес историзму в начале XX века появилась реформа архитектуры, перешедшая в архитектурный модернизм. После окончания Первой мировой войны посредством футуризма и экспрессионизма формируется архитектурный модернизм.

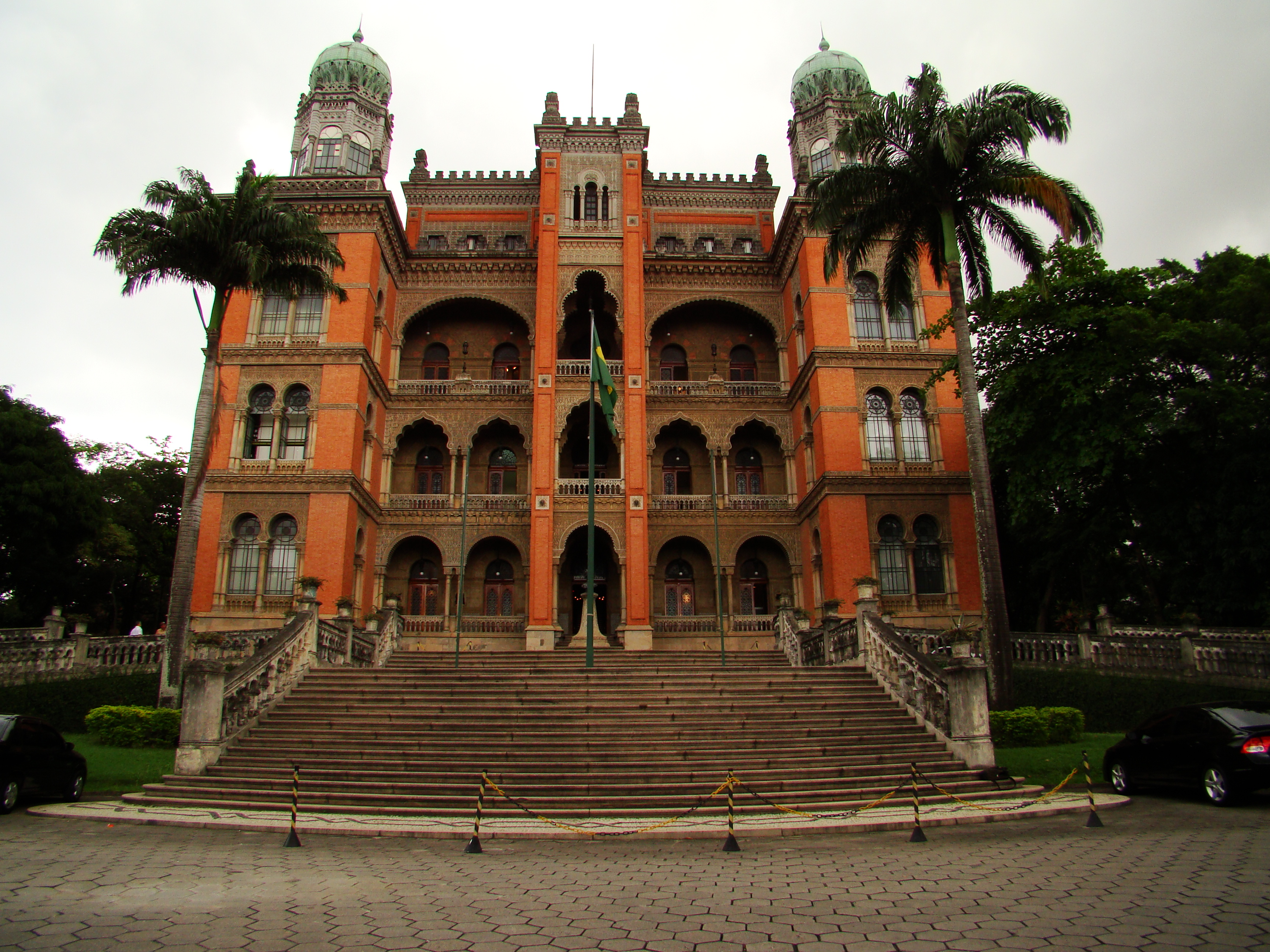
Фонд Освальдо Круса в неомавританском стиле (1900) в Рио-де-Жанейро (Бразилия)

Начиная с реформы архитектуры после 1900 года (особенно с 1910 года) получают распространение рациональные и безорнаментальные функционализм и конструктивизм, царившие в 1920-е годы. Программная статья австрийского архитектора-модерниста А. Лооса так и называется «Орнамент и преступление» (1908). В новой эстетике отразилась потребность европейского сообщества дистанцироваться от подражания художественным стилям прошлого и развивать искусство согласно новым технологическим достижениям и мировоззренческим тенденциям. В пострадавших от войны странах историзм прекращает существование, тогда как в США или не участвовавших в войне странах, например, в Испании, наряду с новыми стилями историзм сохранялись до 1950-х годов.
Позднее идеи историзма оказывали влияние на стили: неоклассицизм, сталинская архитектура, неогерманская). В архитектуре постмодернизма и «нового классицизма» XX—XXI веков возводятся здания в исторических стилях. Стиль современных построек в этом направлении называется неоисторизмом.

## Композиция зданий

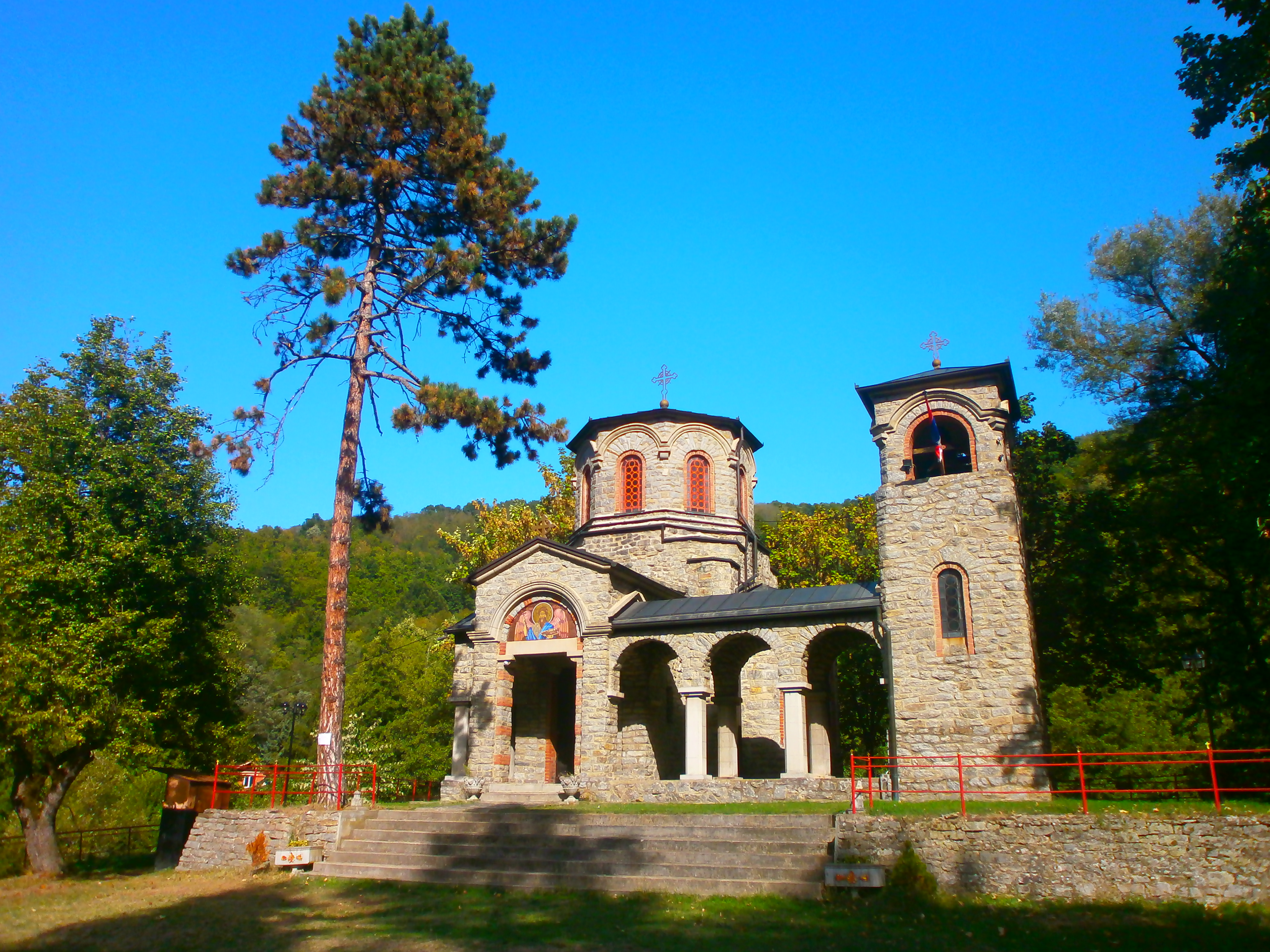
Церковь Рождества Иоанна Предтечи в неовизантийском стиле в Лесковаце, Сербия. Архитектор: Г. И. Самойлов, 1938.

Промышленная революция XIX века создала жанр промышленной (индустриальной) архитектуры: включение в искусство архитектуры возведение железнодорожных станций, заводов и фабрик и складов, магазинов, мостов, туннелей и водонапорных башен. Для решения жилищных проблем крупных городов требовались многоэтажные доходные дома и новые градостроительные решения.
Примечательно применение новых технологий в архитектуре и дизайне. Развитие сталеплавильного производства (Бессемеровский процесс) во многом определило новый облик городов. Построенный Дж. Пэкстоном из железа и стекла Хрустальный дворец для Всемирной выставки 1851 года в Лондоне выглядел новаторским и задал магистральное направление архитектуре последующих десятилетий.
Дань представительности и внешней привлекательности в ущерб практичности (см. Венский университет) стало одной из причин критики историзма в середине XX века. Однако исторические архитектурные стили считались уместными для определённых типов зданий: церкви строились в готическом или романском стилях, банки и доходные дома — в стиле возрождения, аристократические особняки и театры — в стиле барокко, заводы — в английском стиле Тюдоров (с отделкой фасадов кирпичом, так называемый кирпичный стиль). Фасады зданий были призваны отражать не только величие и богатство, но также социальное положение жильцов. Например, первый этаж назван «бельэтажем» за высокие потолки и богатую отделку, что могла позволить себе зажиточная буржуазия. Социальный статус жильцов многоквартирного дома уменьшался с каждым верхним этажом. Чердачные помещения с маленькими круглыми окошками, как правило, отдавались прислуге или низшим слоям населения.
Убранство помещений в архитектуре историзма также играло не последнюю роль. Загородные резиденции, дворцы и замки знати возводили в духе старых времён. Идеалы средневековья и рыцарства нашли своё выражение в модных рыцарских залах и номерах-люксах.

## Стили историзма
Нередко термин «историзм» приравнивается к понятию «исторические стили».

| - Необарокко - Бозар - Неовизантийский стиль - Египтизирующий стиль - Неоготика - Неогреческий стиль - Неомавританский стиль - Неоклассицизм - Неоисторизм - Неоренессанс - Неороманский стиль - Вторая империя - Швейцарский стиль - Народная архитектура - Русско-византийский стиль - Русский стиль - Сталинская архитектура - Сталинский ампир - Адамов стиль - Бристольский византизм - Плотницкая готика (Канада) - Эдвардианское барокко - Индо-сарацинский стиль (Индия) - Якобинский стиль - Стиль королевы Анны - Стиль Регентства - Стиль шотландских баронов - Неотюдор / Чёрно-белая архитектура - Стиль Директории - Ампир - Стиль Наполеона III - Неомикенская архитектура - Сербо-византийская архитектура | - Бидермайер - Грюндерство - Архитектура нацистской Германии - Курортная архитектура - Круглоарочный стиль - Архитектура традиционализма - Северный модерн - Драконовский стиль - Умбертино - Помбалино - Нео-Мануэлино - Португальский традиционализм - Неомудехар - Неомайяский стиль - Американский ренессанс - Архитектура территориального возрождения - Греко-Деко - Джефферсонская архитектура - Коллегиальная готика - Нео-колониальный стиль - Нео-Средиземноморский стиль - Нео-испанский колониализм - Польский соборный стиль - Пуэбло (стиль) - Романский Ричардсона - Стиль испанских миссионеров - Федеральная архитектура - Шатоэск - Тэйкан-дзукури, «стиль имперской короны». |

## Галерея
Примеры архитектуры историзма:

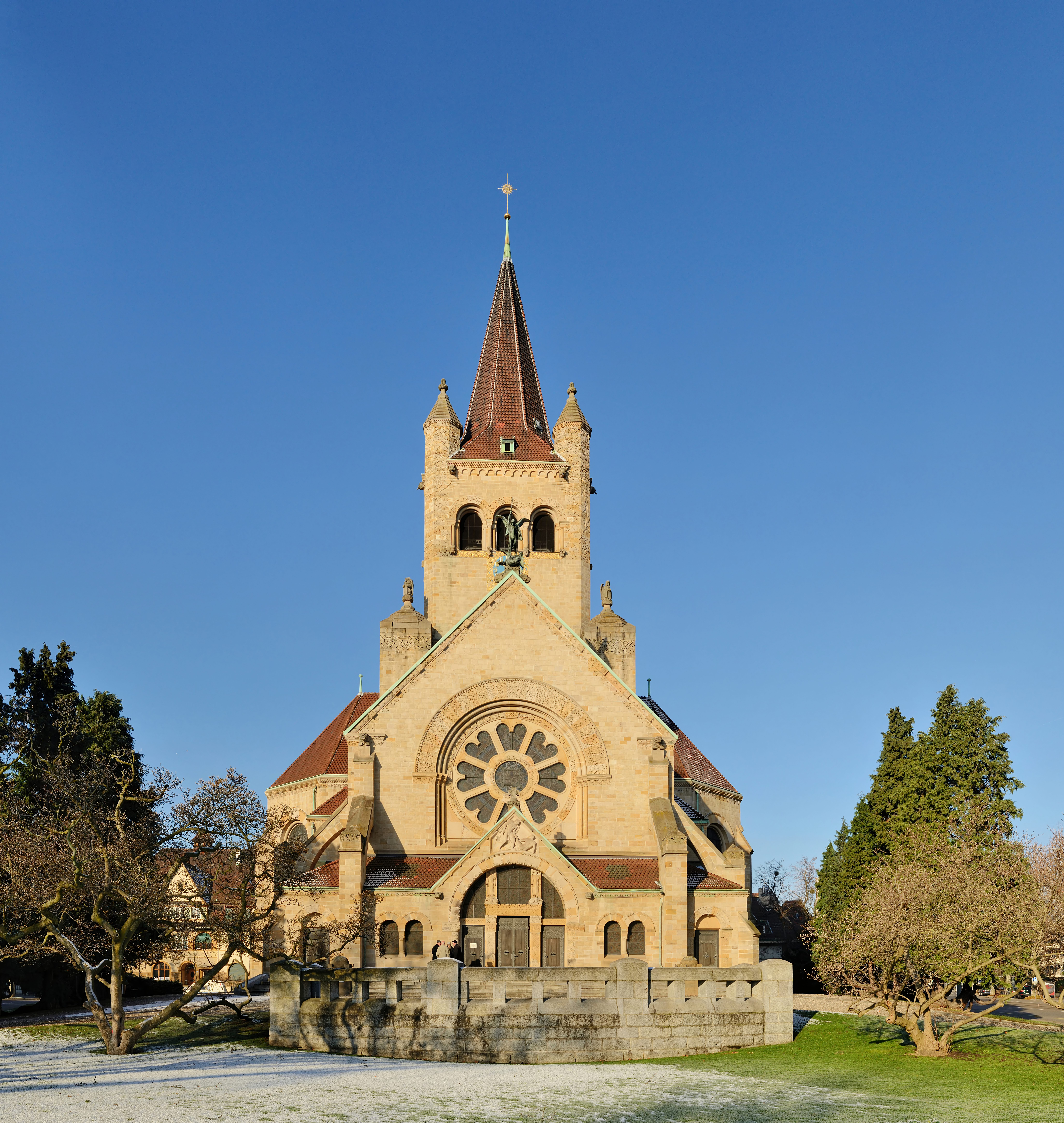
Неороманская церковь Св. Павла в Базеле (1898—1901)
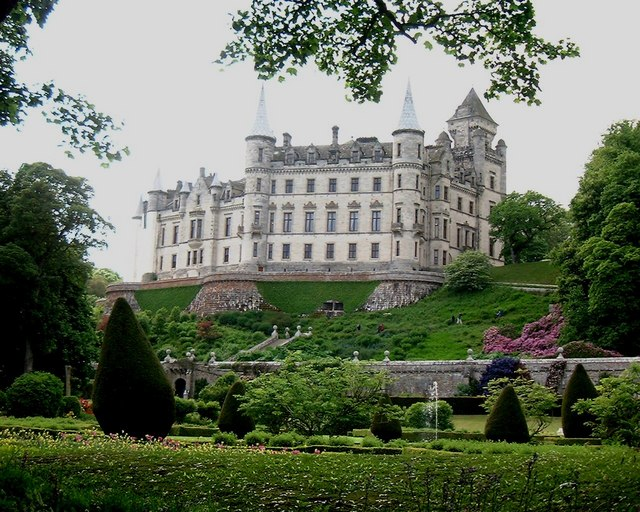
Замок Данробин в стиле шотландских баронов, Шотландия
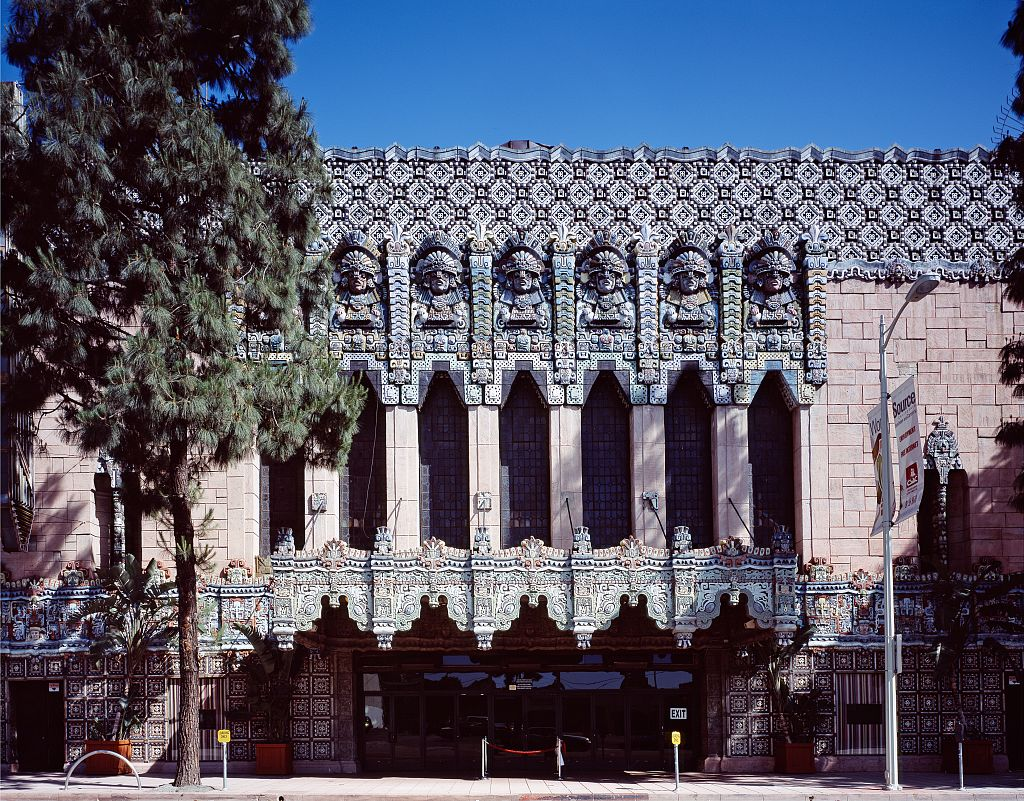
Майяский театр в неомайяском стиле в Лос-Анджелесе, США
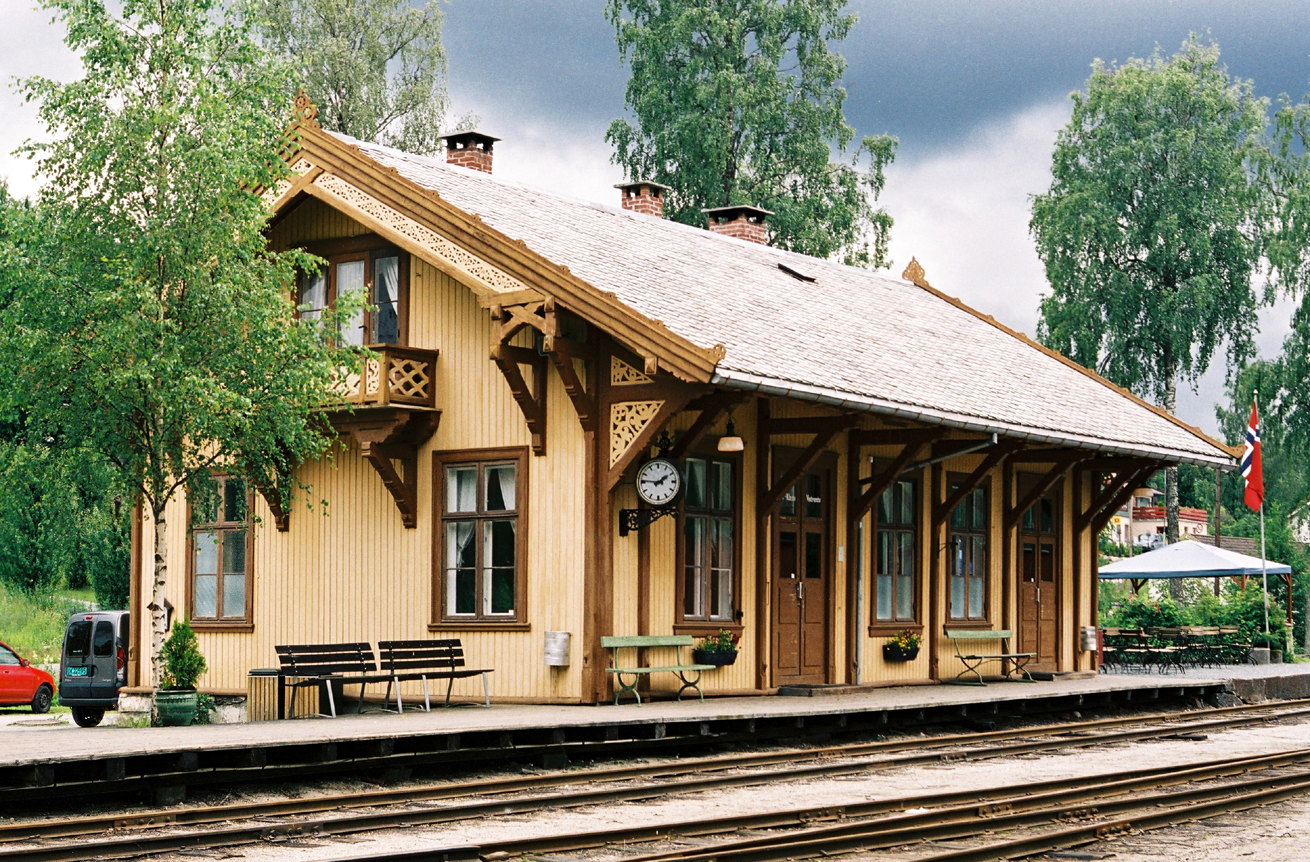
Станция Крёдерен, Норвегия (1872) в швейцарском стиле архитектора Георга Андреаса Булла
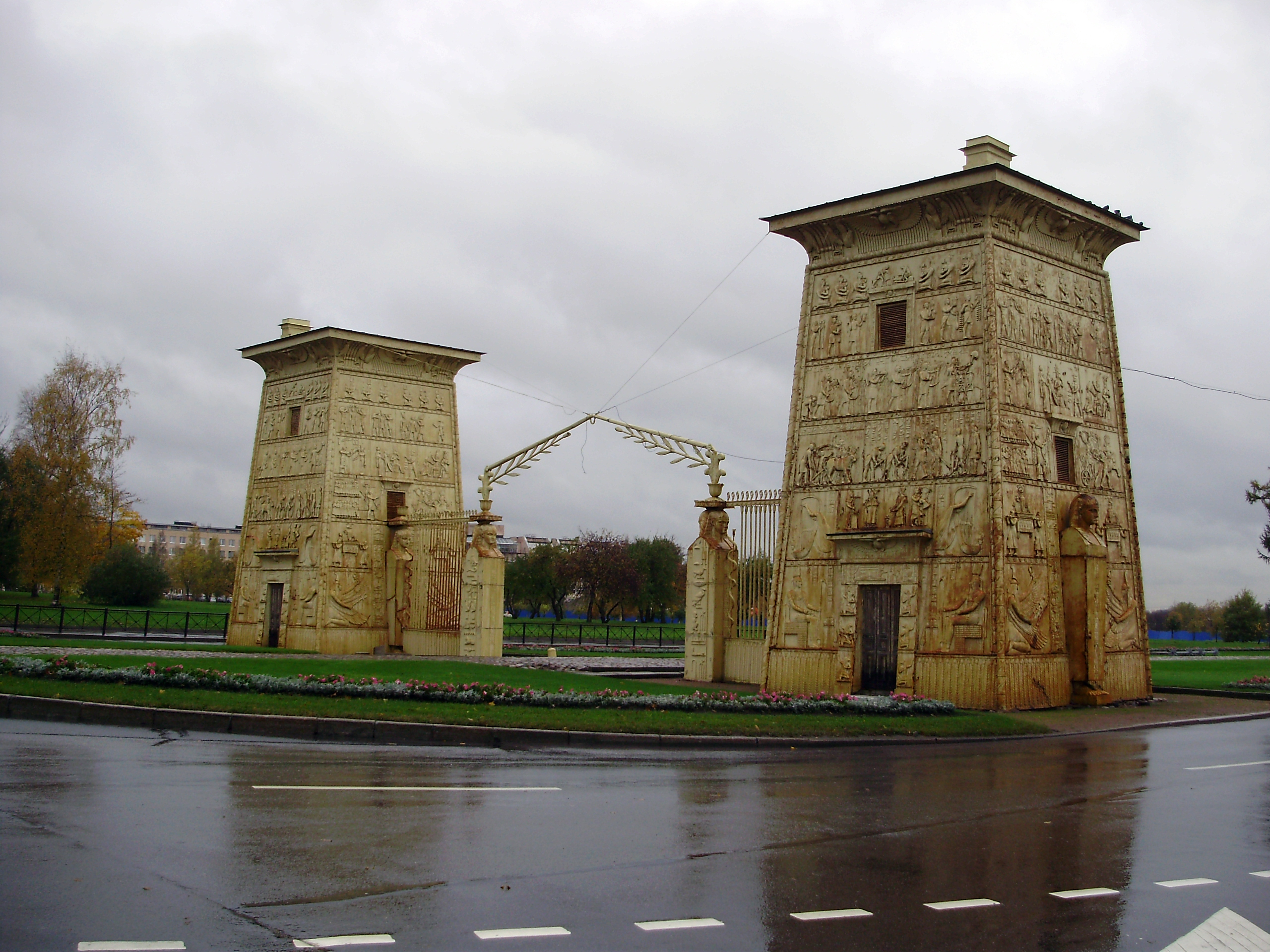
Египетские ворота (1827—1830) в египтизирующем стиле в Царском селе (Россия)
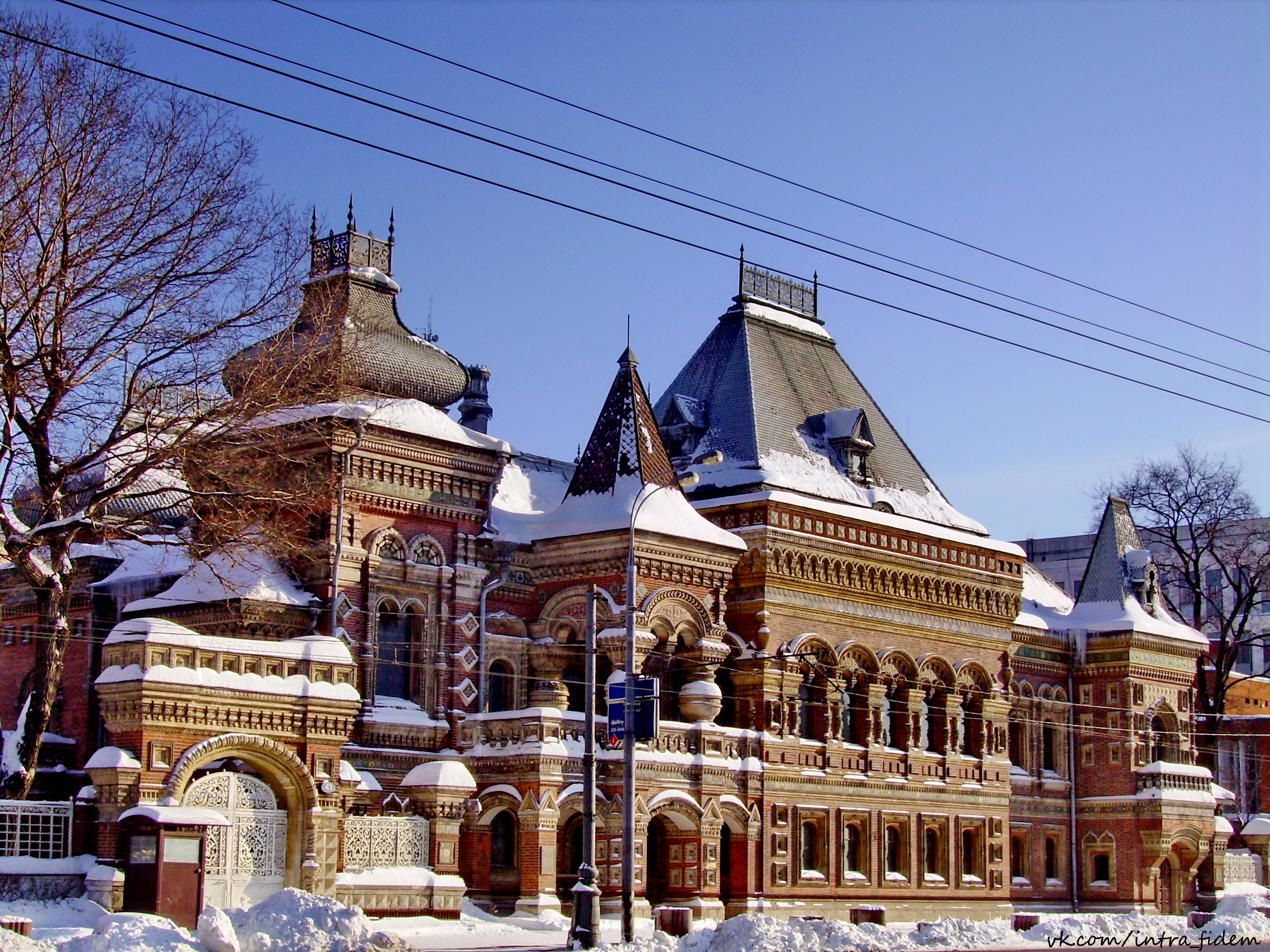
Усадьба Игумнова Н. В. в русском стиле на Большой Якиманкской улице в Москве.
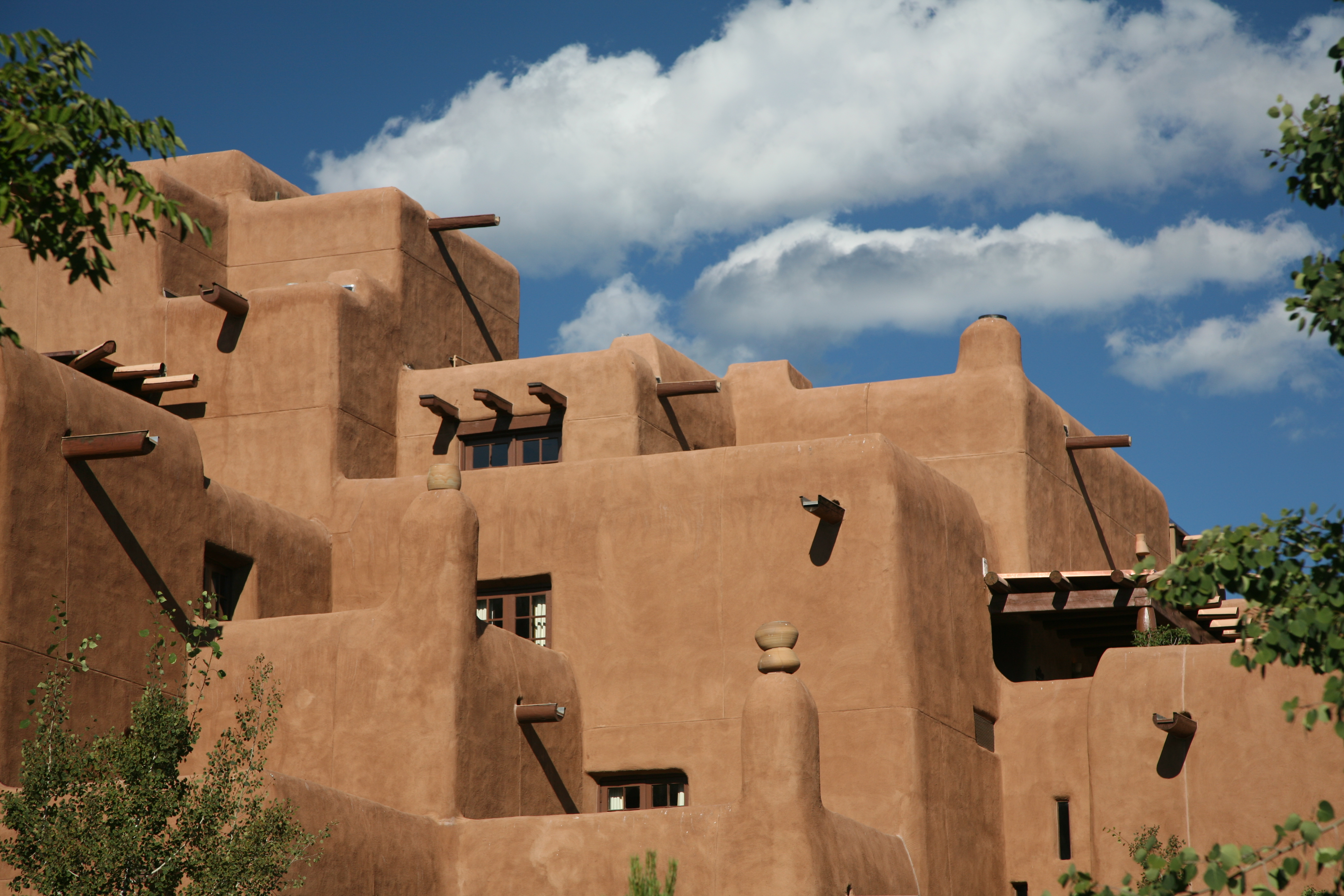
Дом в стиле пуэбло в Нью-Мексико, США.